# Lancia LC1
Lancia LC1 är en sportvagn, tillverkad av den italienska biltillverkaren Lancia 1982.

## Lancia LC1
Lancia hade haft stora framgångar i sportvagns-VM med Beta Montecarlo, men hade ingen erfarenhet av att bygga sportvagnsprototyper. När FIA införde Grupp C-reglementet till säsongen 1982, valde Lancia att börja med att ta fram en bil enligt det äldre Grupp 6-reglementet.
Lancia LC1 hade, till skillnad från Grupp C-bilarna, en öppen kaross. Den överladdade fyrcylindriga motorn hämtades från Montecarlon. Trots effektskillnaden jämfört med framför allt Porsche 956 lyckades Lancian ta hem totalsegern på Silverstone 1982.
Året därpå förbjöds Grupp 6-bilarna och LC1:an fick en ny, täckt kaross och tävlade i Grupp C, mot betydligt större konkurrenter.

## Tekniska data
| Tekniska data               | LC1                                                                   |
| --------------------------- | --------------------------------------------------------------------- |
| Motor:                      | Mittmonterad 4-cylindrig radmotor med turbo                           |
| Cylindervolym:              | 1426 cm³                                                              |
| Borrning x slaglängd:       | 82,0 x 67,5 mm                                                        |
| Max effekt vid varvtal:     | 430 hk vid 8 500 v/min                                                |
| Ventilstyrning:             | Dubbla överliggande kamaxlar per cylinderrad, 4 ventiler per cylinder |
| Bränslesystem:              | Bränsleinsprutning                                                    |
| Växellåda:                  | 5-växlad manuell                                                      |
| Hjulupphängning fram & bak: | Dubbla tvärlänkar, skruvfjädrar, krängningshämmare                    |
| Bromsar:                    | Hydrauliska skivbromsar                                               |
| Chassi & kaross:            | Självbärande monocoque av aluminium                                   |
| Hjulbas:                    | 250 cm                                                                |
| Torrvikt:                   | 665 kg                                                                |

## Tävlingsresultat

### Sportvagns-VM 1982
Säsongen 1982 tog Lancia fem segrar på åtta lopp i Grupp 6, varav en totalseger på Silverstone 6-timmars, där Riccardo Patrese och Michele Alboreto stod för bedriften med sin undermotoriserade bil. Dessvärre räknades bara Grupp C-bilar i mästerskapet och Lancia slutade utan poäng i VM.

### Sportvagns-VM 1983
1983 körde LC1:an som Grupp C-bil. Bästa resultatet blev en femteplats vid Nürburgring 1000 km för Oscar Larrauri, Massimo Sigala och Duilio Truffo.
Tillsammans med poängen tagna med efterträdaren LC2 slutade Lancia tvåa i VM, efter Porsche.